# Baetora
Le baetora est une langue océanienne parlée par 1 330 locuteurs au Vanuatu, plus précisément sur l’île Maewo. Il y a une variation dialectale considérable.